# 古尔 (印度)
古尔（Gurh），是印度中央邦Rewa县的一个城镇。总人口12445（2001年）。

## 人口
该地2001年总人口12445人，其中男性6423人，女性6022人；0—6岁人口2094人，其中男1055人，女1039人；识字率56.58%，其中男性为69.02%，女性为43.32%。